# 髂靜脈壓迫症候群
May-Thurner综合征，即髂静脉压迫综合征（iliac venous compression syndrome ，IVCS）或Cockett综合征，是髂静脉受压引起的下肢静脉回流障碍而出现症候群。May-Thurner综合征在临床最常见的是左髂总静脉受右髂总动脉的压迫所致，它只发生在左髂静脉，因为人的右髂静脉和动脉并不存在解剖关系的重叠。髂静脉受压造成静脉回流障碍和下肢静脉高压，继而导致下肢静脉瓣功能不全、浅静脉曲张，而且可继发髂-股静脉血栓的形成。

## 历史
1908年，加拿大动物学家J·普莱费尔·麦克默里奇对有明显左下肢静脉表现的尸体进行解剖时中首次发现左髂总静脉受压和腔内粘连的表现。1956年，R May和J Thurner经组织学研究发现病变左髂总静脉内膜和中层被覆内皮细胞的结缔组织所取代，而在胎儿找不到这种结构，他们认为这是左髂总静脉受右髂总动脉和盆腔压迫，动脉搏动传导引起的静脉壁之间摩擦刺激的一种後天性(获得性)反应结果。1965年，Frank Cockett利用静脉造影和手术探查的资料进行系统详细的描述，将该病命名为髂静脉压迫综合征。后人也以他们的名字将该病命名为May-Thurner综合征或Cockett综合征。

## 病因和病理生理
May-Thurner综合征的产生基础是右髂总动脉和左髂总静脉在各自起始部位的特殊解剖关系，右髂总动脉跨越左髂总静脉的前方，然后向骨盆右下方延伸。左髂总静脉前方受压于强搏动的右髂总动脉，而后方又受前凸腰椎的迫挤，从而导致左髂总静脉容易受压损伤。此外，低分叉的腹主动脉、左髂总动脉的扭曲、膀胱疾病、肿瘤、异位肾脏等也会压迫左髂总静脉，但比较少见。
轻度的髂静脉受压使静脉的前后径缩小而横径增宽，静脉回流不受影响，也不出现症状。但某些人由于右髂总动脉、腰骶椎和左髂总静脉的紧密接触和动脉搏动引起的慢性损伤产生组织反应，或者由于先天性因素，胚胎期静脉在发育过程中退化不全，导致髂静脉内膜增生，出现腔内异常结构，造成髂静脉回流障碍和下肢静脉压力升高而出现临床症状。在此基础上，一旦合并创伤、手术、口服避孕药、分娩或恶性肿瘤等诱因，可继发髂-股静脉血栓的形成。
左髂静脉受压或栓塞造成的静脉回流障碍，部分可以通过双侧髂内静脉和骶前静脉丛及子宫附件静脉丛建立侧支循环加以代偿。其他常见的侧支循环有腰升静脉、脊柱旁静脉丛、骶中静脉丛和阴部静脉丛等。部分青年女性患者，可能由于大量侧支循环使卵巢静脉、子宫旁组织以及子宫静脉充血扩张而形成子宫旁组织静脉曲张征。

## 临床表现
尽管髂静脉存在压迫及腔内异常结构，但绝大部分May-Thurner综合征患者因髂静脉轻度受压而无任何症状，仅在影像学检查或尸检中发现。临床表现主要为两种方式。一种是由于下肢深静脉血栓形成出现的急性症状；另一种是因长期静脉高压而产生的慢性静脉功能不全症状。
- 急性症状：主要表现为突发下肢急剧肿胀、疼痛、肢体皮肤温度升高，甚至出现静脉性间歇性跛行。
- 慢性症状：主要为慢性下肢静脉高压症状，如左下肢轻到中度水肿，有时也可合并左下肢静脉曲张；皮肤营养性改变，出现色素沉着和湿疹以及经久不愈的小腿溃疡等。女性患者可表现月经期延长和月经量增多[9]。男性患者可表现为精索静脉曲张和不育[10]。

## 诊断
空气容积描记和活动后静脉压测定是May-Thurner综合征最好的筛选指标。但这种方法存在比较高的假阳性，需要进一步的影像学检查明确诊断。
目前May-Thurner综合征最可靠的诊断方法是下肢静脉造影及病变上下段测压。90%的患者可以通过顺行静脉造影明确诊断，而另外10%的病人则需要插管逆行静脉造影加以证实。血管内超声检查是近年开始发展起来并大量使用的新技术，对确定IVCS闭塞的原因、评价髂外静脉慢性血栓变化和确定腔内治疗的位置等很有帮助。
在辅助性检查中，计算机断层扫描（CT）检查可排除外源性压迫，如恶性肿瘤、血肿等情况。磁共振成像（MRI）检查可显示血管本身病和静脉血栓的范围、血管的解剖位置关系，为明确诊断提供重要依据。彩色超声检查对于非梗阻性血栓在股静脉水平可能不会产生异常多普勒血流，因而对诊断May-Thurner综合征敏感性欠佳。

## 治疗
对于无症状或症状轻微的May-Thurner综合征患者，可给予保守治疗．如抬高患肢，避免长时间卧床或坐位，穿循序减压弹力袜，口服阿斯匹林、潘生丁等抗血小板聚集的药物以及口服华法令等抗凝药以预防静脉血栓形成。对IVCS伴有血液高凝状态者，在外伤、分娩、手术及盆腔肿瘤时，可应用低分子量肝素皮下注射进行预防性治疗，同时补充足够液体以降低血液黏度，加强下肢活动以促进血液同流，减少血栓形成的危险因子，如避免口服避孕药等。
对于急性髂股静脉血栓形成而导致髂股静脉闭塞或严重狭窄的May-Thurner综合征患者，采用手术治疗可以在一定程度上缓解症状。传统的手术方法有Palma-Dale手术、髂静脉切开成形术、衬垫减压术、右髂总动脉后置吻合术、髂动脉悬吊术、右髂总动脉移位术和人工血管旁路移植术等。虽然手术的方式很多，但大多数手术疗效并不令人满意。
近年来腔内介入治疗方法已经逐渐成为治疗May-Thurner综合征的新手段，即在病变段行球囊扩张和支架植入。该方法具有创伤小、操作简便的特点，已成为目前治疗此病最有效的手段。